# Building the Chattanooga Light and Power Dam
Building the Chattanooga Light and Power Dam è un cortometraggio muto del 1913. Il nome del regista non viene riportato nei credit.

## Produzione
Il film fu prodotto dalla Essanay Film Manufacturing Company.

## Distribuzione
Il documentario - un cortometraggio in split reel della lunghezza di cento metri - uscì nelle sale cinematografiche USA il 24 luglio 1913. Nelle proiezioni, veniva programmato con il sistema dello split reel, accorpato in un'unica bobina con un altro cortometraggio dell'Essanay, la commedia The Browns Study Astrology.